# هیروهیکو کاکه‌گاوا
هیروهیکو کاکه‌گاوا (انگلیسی: Hirohiko Kakegawa؛ زادهٔ ۱۱ اکتبر ۱۹۵۹) صداپیشگی اهل ژاپن است.